# Llista d'espècies de lampònids
Aquesta és la llista d'espècies de lampònids, una família d'aranyes araneomorfes descrita per primera vegada per Eugène Simon l'any 1893. Conté la informació recollida fins al 28 d'octubre de 2006 i hi ha citats 23 gèneres i 191 espècies; d'elles, 57 pertanyen al gènere Lampona. La seva distribució es redueix a Oceania.

## Gèneres i espècies

### Asadipus
Asadipus Simon, 1897
- Asadipus areyonga Platnick, 2000 (Territori del Nord, Queensland)
- Asadipus auld Platnick, 2000 (Oest d'Austràlia, Sud d'Austràlia)
- Asadipus banjiwarn Platnick, 2000 (Oest d'Austràlia)
- Asadipus baranar Platnick, 2000 (Oest d'Austràlia)
- Asadipus barant Platnick, 2000 (Oest d'Austràlia)
- Asadipus barlee Platnick, 2000 (Oest d'Austràlia)
- Asadipus bucks Platnick, 2000 (Sud d'Austràlia, Victòria)
- Asadipus cape Platnick, 2000 (Oest d'Austràlia)
- Asadipus croydon Platnick, 2000 (Queensland)
- Asadipus humptydoo Platnick, 2000 (Territori del Nord)
- Asadipus insolens (Simon, 1896) (Queensland)
- Asadipus julia Platnick, 2000 (Territori del Nord, Queensland)
- Asadipus kunderang Platnick, 2000 (Austràlia)
- Asadipus longforest Platnick, 2000 (Sud d'Austràlia, Victòria, Tasmània)
- Asadipus mountant Platnick, 2000 (Oest d'Austràlia)
- Asadipus palmerston Platnick, 2000 (Territori del Nord)
- Asadipus phaleratus (Simon, 1909) (Oest d'Austràlia, Sud d'Austràlia, Queensland)
- Asadipus uphill Platnick, 2000 (Queensland)
- Asadipus woodleigh Platnick, 2000 (Oest d'Austràlia)
- Asadipus yundamindra Platnick, 2000 (Oest d'Austràlia)

### Bigenditia
Bigenditia Platnick, 2000
- Bigenditia millawa Platnick, 2000 (Austràlia Oriental)
- Bigenditia zuytdorp Platnick, 2000 (Oest d'Austràlia, Sud d'Austràlia)

### Centroina
Centroina Platnick, 2002
- Centroina blundells (Platnick, 2000) (Territori de la Capital Austràliana)
- Centroina bondi (Platnick, 2000) (Territori de la Capital Austràliana, Victòria)
- Centroina dorrigo (Platnick, 2000) (Nova Gal·les del Sud)
- Centroina enfield (Platnick, 2000) (Nova Gal·les del Sud)
- Centroina keira (Platnick, 2000) (Nova Gal·les del Sud)
- Centroina kota (Platnick, 2000) (Nova Gal·les del Sud)
- Centroina lewis (Platnick, 2000) (Queensland)
- Centroina macedon (Platnick, 2000) (Nova Gal·les del Sud, Victòria)
- Centroina sawpit (Platnick, 2000) (Nova Gal·les del Sud, Victòria)
- Centroina sherbrook (Platnick, 2000) (Victòria)
- Centroina whian (Platnick, 2000) (Nova Gal·les del Sud)

### Centrocalia
Centrocalia Platnick, 2000
- Centrocalia chazeaui Platnick, 2000 (Nova Caledònia)
- Centrocalia lifoui (Berland, 1929) (Nova Caledònia, Illes Loyalty)
- Centrocalia ningua Platnick, 2000 (Nova Caledònia)

### Centrothele
Centrothele L. Koch, 1873
- Centrothele cardell Platnick, 2000 (Queensland)
- Centrothele coalston Platnick, 2000 (Queensland)
- Centrothele fisher Platnick, 2000 (Queensland)
- Centrothele gordon Platnick, 2000 (Queensland, Nova Gal·les del Sud)
- Centrothele kuranda Platnick, 2000 (Queensland)
- Centrothele lorata L. Koch, 1873 (Queensland)
- Centrothele mossman Platnick, 2000 (Queensland)
- Centrothele mutica (Simon, 1897) (Queensland, Nova Gal·les del Sud, Nova Guinea)
- Centrothele nardi Platnick, 2000 (Queensland, Nova Gal·les del Sud)
- Centrothele spurgeon Platnick, 2000 (Queensland)

### Centsymplia
Centsymplia Platnick, 2000
- Centsymplia glorious Platnick, 2000 (Queensland, Nova Gal·les del Sud)

### Graycassis
Graycassis Platnick, 2000
- Graycassis barrington Platnick, 2000 (Nova Gal·les del Sud)
- Graycassis boss Platnick, 2000 (Nova Gal·les del Sud)
- Graycassis bruxner Platnick, 2000 (Nova Gal·les del Sud)
- Graycassis bulga Platnick, 2000 (Nova Gal·les del Sud)
- Graycassis chichester Platnick, 2000 (Queensland, Nova Gal·les del Sud)
- Graycassis dorrigo Platnick, 2000 (Nova Gal·les del Sud)
- Graycassis enfield Platnick, 2000 (Nova Gal·les del Sud)
- Graycassis marengo Platnick, 2000 (Nova Gal·les del Sud)
- Graycassis scrub Platnick, 2000 (Nova Gal·les del Sud)
- Graycassis styx Platnick, 2000 (Nova Gal·les del Sud)

### Lampona
Lampona Thorell, 1869
- Lampona airlie Platnick, 2000 (Queensland)
- Lampona allyn Platnick, 2000 (Nova Gal·les del Sud)
- Lampona ampeinna Platnick, 2000 (Oest d'Austràlia, central Austràlia)
- Lampona barrow Platnick, 2000 (Oest d'Austràlia)
- Lampona braemar Platnick, 2000 (Austràlia Oriental, Tasmània)
- Lampona brevipes L. Koch, 1872 (Oest d'Austràlia)
- Lampona bunya Platnick, 2000 (Queensland)
- Lampona carlisle Platnick, 2000 (Queensland)
- Lampona chalmers Platnick, 2000 (Queensland)
- Lampona chinghee Platnick, 2000 (Queensland, Nova Gal·les del Sud)
- Lampona cohuna Platnick, 2000 (Sud d'Austràlia, Victòria)
- Lampona cudgen Platnick, 2000 (Queensland, Nova Gal·les del Sud, Victòria)
- Lampona cumberland Platnick, 2000 (Victòria)
- Lampona cylindrata (L. Koch, 1866) (Austràlia, Tasmània, Nova Zelanda)
- Lampona danggali Platnick, 2000 (Central, Austràlia Oriental)
- Lampona davies Platnick, 2000 (Queensland)
- Lampona dwellingup Platnick, 2000 (Oest d'Austràlia)
- Lampona eba Platnick, 2000 (Sud d'Austràlia)
- Lampona ewens Platnick, 2000 (Sud d'Austràlia, Tasmània)
- Lampona fife Platnick, 2000 (Nova Gal·les del Sud, Victòria)
- Lampona finke Platnick, 2000 (Territori del Nord, Sud d'Austràlia)
- Lampona finnigan Platnick, 2000 (Queensland)
- Lampona flavipes L. Koch, 1872 (Central, Austràlia Oriental)
- Lampona foliifera Simon, 1908 (Oest d'Austràlia, central Austràlia)
- Lampona garnet Platnick, 2000 (Queensland)
- Lampona gilles Platnick, 2000 (Sud d'Austràlia)
- Lampona gosford Platnick, 2000 (Nova Gal·les del Sud, Victòria)
- Lampona hickmani Platnick, 2000 (Tasmània)
- Lampona hirsti Platnick, 2000 (Sud d'Austràlia)
- Lampona kapalga Platnick, 2000 (Territori del Nord, Queensland)
- Lampona kirrama Platnick, 2000 (Queensland)
- Lampona lamington Platnick, 2000 (Queensland)
- Lampona lomond Platnick, 2000 (Sud-est d'Austràlia, Tasmània)
- Lampona macilenta L. Koch, 1873 (Meridional Austràlia)
- Lampona mildura Platnick, 2000 (Nova Gal·les del Sud, Victòria)
- Lampona molloy Platnick, 2000 (Queensland)
- Lampona monteithi Platnick, 2000 (Queensland)
- Lampona moorilyanna Platnick, 2000 (Queensland, Sud d'Austràlia)
- Lampona murina L. Koch, 1873 (Austràlia Oriental, Nova Zelanda)
- Lampona olga Platnick, 2000 (Territori del Nord)
- Lampona ooldea Platnick, 2000 (Sud d'Austràlia, Victòria)
- Lampona papua Platnick, 2000 (Nova Guinea)
- Lampona punctigera Simon, 1908 (Meridional Austràlia)
- Lampona pusilla L. Koch, 1873 (Austràlia Oriental)
- Lampona quinqueplagiata Simon, 1908 (Oest d'Austràlia)
- Lampona ruida L. Koch, 1873 (Austràlia Oriental, Tasmània)
- Lampona russell Platnick, 2000 (Queensland)
- Lampona spec Platnick, 2000 (Queensland)
- Lampona superbus Platnick, 2000 (Queensland)
- Lampona talbingo Platnick, 2000 (Sud-est d'Austràlia)
- Lampona taroom Platnick, 2000 (Queensland)
- Lampona terrors Platnick, 2000 (Queensland)
- Lampona torbay Platnick, 2000 (Oest d'Austràlia)
- Lampona tulley Platnick, 2000 (Queensland)
- Lampona walsh Platnick, 2000 (Oest d'Austràlia)
- Lampona whaleback Platnick, 2000 (Oest d'Austràlia)
- Lampona yanchep Platnick, 2000 (Oest d'Austràlia)

### Lamponata
Lamponata Platnick, 2000
- Lamponata daviesae Platnick, 2000 (Austràlia)

### Lamponega
Lamponega Platnick, 2000
- Lamponega arcoona Platnick, 2000 (Meridional Austràlia)
- Lamponega forceps Platnick, 2000 (Oest d'Austràlia)
- Lamponega serpentine Platnick, 2000 (Sud d'Austràlia)

### Lamponella
Lamponella Platnick, 2000
- Lamponella ainslie Platnick, 2000 (Meridional Austràlia, Tasmània)
- Lamponella beaury Platnick, 2000 (Queensland, Nova Gal·les del Sud)
- Lamponella brookfield Platnick, 2000 (Queensland)
- Lamponella homevale Platnick, 2000 (Queensland)
- Lamponella kanangra Platnick, 2000 (Nova Gal·les del Sud)
- Lamponella kimba Platnick, 2000 (Oest d'Austràlia, Sud d'Austràlia)
- Lamponella kroombit Platnick, 2000 (Queensland)
- Lamponella taroom Platnick, 2000 (Queensland)
- Lamponella wombat Platnick, 2000 (Territori de la Capital Austràliana)
- Lamponella wyandotte Platnick, 2000 (Queensland)

### Lamponicta
Lamponicta Platnick, 2000
- Lamponicta cobon Platnick, 2000 (Nova Gal·les del Sud, Victòria)

### Lamponina
Lamponina Strand, 1913
- Lamponina asperrima (Hickman, 1950) (Sud d'Austràlia)
- Lamponina elongata Platnick, 2000 (Meridional Austràlia)
- Lamponina isa Platnick, 2000 (Territori del Nord, Queensland)
- Lamponina kakadu Platnick, 2000 (Territori del Nord)
- Lamponina loftia Platnick, 2000 (Sud d'Austràlia, Victòria)
- Lamponina scutata (Strand, 1913) (Austràlia)

### Lamponoides
Lamponoides Platnick, 2000
- Lamponoides coottha Platnick, 2000 (Queensland, Nova Gal·les del Sud)

### Lamponova
Lamponova Platnick, 2000
- Lamponova wau Platnick, 2000 (Nova Guinea, Nova Gal·les del Sud, Victòria)

### LamponEUA
LamponEUA Platnick, 2000
- LamponEUA gleneagle Platnick, 2000 (Oest d'Austràlia)

### Longepi
Longepi Platnick, 2000
- Longepi barmah Platnick, 2000 (Austràlia Oriental)
- Longepi bondi Platnick, 2000 (Nova Gal·les del Sud, Victòria)
- Longepi boyd Platnick, 2000 (Nova Gal·les del Sud, Territori de la Capital Austràliana)
- Longepi canungra Platnick, 2000 (Queensland)
- Longepi cobon Platnick, 2000 (Victòria)
- Longepi durin Platnick, 2000 (Oest d'Austràlia)
- Longepi tarra Platnick, 2000 (Victòria)
- Longepi woodman Platnick, 2000 (Meridional Austràlia)

### Notsodipus
Notsodipus Platnick, 2000
- Notsodipus barlee Platnick, 2000 (Oest d'Austràlia)
- Notsodipus bidgemia Platnick, 2000 (Oest d'Austràlia)
- Notsodipus blackall Platnick, 2000 (Queensland)
- Notsodipus broadwater Platnick, 2000 (Queensland)
- Notsodipus capensis Platnick, 2000 (Oest d'Austràlia)
- Notsodipus dalby Platnick, 2000 (Austràlia Oriental)
- Notsodipus domain Platnick, 2000 (Meridional Austràlia, Tasmània)
- Notsodipus innot Platnick, 2000 (Queensland)
- Notsodipus keilira Platnick, 2000 (Sud d'Austràlia, Victòria)
- Notsodipus magdala Platnick, 2000 (Territori del Nord)
- Notsodipus marun Platnick, 2000 (Oest d'Austràlia, Territori del Nord, Queensland)
- Notsodipus meedo Platnick, 2000 (Oest d'Austràlia)
- Notsodipus muckera Platnick, 2000 (Meridional Austràlia)
- Notsodipus quobba Platnick, 2000 (Oest d'Austràlia)
- Notsodipus renmark Platnick, 2000 (Sud d'Austràlia, Victòria)
- Notsodipus upstart Platnick, 2000 (Queensland)
- Notsodipus visio Platnick, 2000 (Oest d'Austràlia, Sud d'Austràlia)

### Paralampona
Paralampona Platnick, 2000
- Paralampona aurumagua Platnick, 2000 (Queensland)
- Paralampona cobon Platnick, 2000 (Victòria)
- Paralampona domain Platnick, 2000 (Sud-est d'Austràlia, Tasmània)
- Paralampona kiola Platnick, 2000 (Nova Gal·les del Sud, Territori de la Capital Austràliana)
- Paralampona marangaroo Platnick, 2000 (Oest d'Austràlia)
- Paralampona renmark Platnick, 2000 (Sud d'Austràlia, Nova Gal·les del Sud)
- Paralampona sherlock Platnick, 2000 (Sud-est d'Austràlia)
- Paralampona wogwog Platnick, 2000 (Nova Gal·les del Sud)

### Platylampona
Platylampona Platnick, 2004
- Platylampona mazeppa Platnick, 2004 (Queensland, Nova Gal·les del Sud)

### Prionosternum
Prionosternum Dunn, 1951
- Prionosternum nitidiceps (Simon, 1909) (Meridional Austràlia, Tasmània)
- Prionosternum porongurup Platnick, 2000 (Oest d'Austràlia)
- Prionosternum scutatum Dunn, 1951 (Oest d'Austràlia)

### Pseudolampona
Pseudolampona Platnick, 2000
- Pseudolampona binnowee Platnick, 2000 (Nova Gal·les del Sud)
- Pseudolampona boree Platnick, 2000 (Meridional Austràlia)
- Pseudolampona emmett Platnick, 2000 (Queensland)
- Pseudolampona glenmore Platnick, 2000 (Queensland)
- Pseudolampona jarrahdale Platnick, 2000 (Oest d'Austràlia)
- Pseudolampona kroombit Platnick, 2000 (Queensland)
- Pseudolampona marun Platnick, 2000 (Oest d'Austràlia)
- Pseudolampona spurgeon Platnick, 2000 (Queensland)
- Pseudolampona taroom Platnick, 2000 (Queensland, Nova Gal·les del Sud)
- Pseudolampona warrandyte Platnick, 2000 (Sud-est d'Austràlia)
- Pseudolampona woodman Platnick, 2000 (Oest d'Austràlia)
- Pseudolampona wyandotte Platnick, 2000 (Queensland)

### Queenvic
Queenvic Platnick, 2000
- Queenvic goanna Platnick, 2000 (Queensland, Nova Gal·les del Sud)
- Queenvic kelty Platnick, 2000 (Sud d'Austràlia, Victòria)
- Queenvic mackay Platnick, 2000 (Austràlia Oriental)
- Queenvic piccadilly Platnick, 2000 (Sud-est d'Austràlia)